# أعمال الرسل
سفر أعمال الرسل (باليونانية يقال له الإيبركسيس) هو أحد أسفار العهد الجديد يروي قصة الكنيسة المسيحية الناشئة، وسمي بأعمال الرسل لأنه يركز على بعض ما قامت به جماعة الإثني عشر رسولا من نشاطات رسولية في الفترة التي تلت صعود يسوع المسيح إلى السماء بحسب رواية هذا السفر، وبشكل أوسع ما قام به بولس الرسول من رحلات وأعمال تبشيرية وكيف أسس جماعات مسيحية في معظم المدن اليونانية آنذاك.
يشكل أعمال الرسل وإنجيل لوقا عملا واحدا من جزئين، لوقا–أعمال، من كتابة القديس لوقا

## محتوى السفر
| - إهداء الكتاب إلى ثيوفيلوس [الإنجليزية] (1 : 1 – 2) - فترة ما بعد قيامة يسوع (1: 3) - الإرسالية الكبرى (1 : 4 – 8) - صعود يسوع للسماء (1 : 9) - نبؤات عن المجئ الثاني (1 : 10 – 11) - أخذ متياس لمكان يهوذا الإسخريوطي (1 : 12 – 26) - حلول الروح القدس على التلاميذ (2) - بطرس يشفي الأعرج على باب الهيكل (3) - وقوف بطرس ويوحنا امام السنهدريم (4 : 1 – 22) - المناداة بقيامة الموتى (4 : 2) - صلاة المؤمنين (4 : 23 – 31) - الملكية المشتركة بين المؤمنين (4 : 32 – 37) - حنانيا وزوجته سفيرة (5 : 1 – 11) - آيات وعجائب (5 : 12 – 16) - الرسل أمام السنهدريم (5 : 17 – 42) - اختيار مساعدي الرسل السبعة (6 : 1 – 7) - استجواب استفانوس (6، 7، 8) - شاول يضطهد كنيسة أورشليم (8 : 1 – 3) - الشماس فيلبس (8 : 4 – 40) - سيمون الساحر (8 : 9 – 24) - الخصي الحبشي (8 : 26 – 39) | - اعتناق بولس للمسيحية وتغيره الجذري (9 : 1 – 31) - إقامة بطرس لطابيثا من الموت (9 : 32 – 43) - توبة كرنيليوس (10 : 1 – 8) - رؤية بطرس (10 : 9 – 32) - تأسيس كنيسة انطاكية (11 : 19 – 30) - إطلاق مصطلح "مسيحيين" للمرة الأولى (11 : 26) - قتل يعقوب الكبير (12 : 1 – 2) - هروب بطرس من السجن (12 : 3 – 19) - موت هيرودس أكريبا (12 : 20 – 25) - صوت الله (12 : 22) - رحلة بولس وبرنابا (13، 14) - " شاول المعروف ببولس " (13 : 9) - " تشبه الألهة بالناس " (14 : 11) - مجمع أورشليم (15 : 1- 35) - انفصال بولس عن برنابا (15 : 36 – 41) - الرحلة الثانية والثالثة لبولس (16، 20) - " الله أعد يوما للدينونة "(17 : 30 - 31) - الرحلة \|إلى أورشليم (21) - تعاليم موسى وتعاليم بولس (21 : 21) - أمام الشعب والسنهدريم (22 - 23) - أمام فيلكس الوالي (24 - 26) - المناداة بكلمة الله في مالطة (28 : 6) |

## التكوين

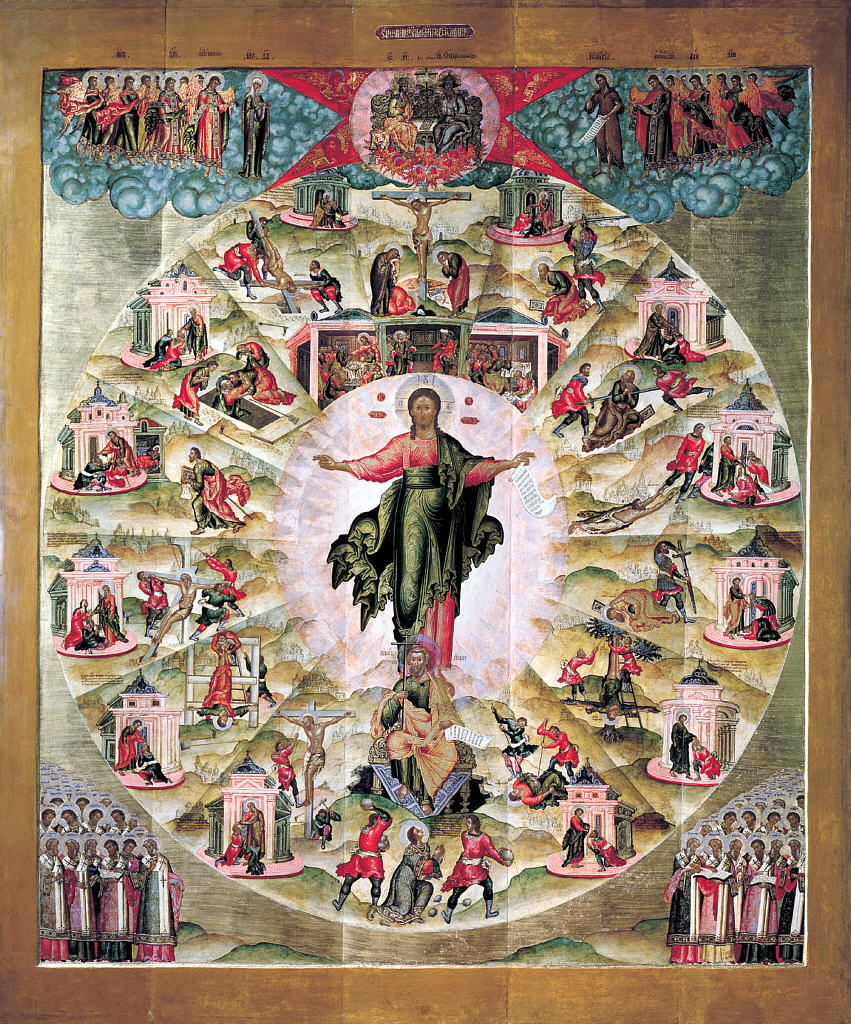

### العنوان، وحدة لوقا–الأعمال، التأليف، والتاريخ
عنوان «أعمال الرسل» (اليونانية Πράξεις ἀποστόλων Praxeis Apostolon) كان أول من استخدمه إيرينيئوس في أواخر القرن 2. ومن غير المعروف ما إذا كان هذا العنوان الأصلي أو أنه قد اخترعه إيرينيئوس; لكن يبدو من الواضح أنه لم يكتب من قبل المؤلف.
إنجيل لوقا والأعمال يشكلان عملا واحدا من جزئين والذي يسميه العلماء لوقا–أعمال. معا يمثلان 27.5% من العهد الجديد، أكبر مساهمة تنسب إلى مؤلف واحد.

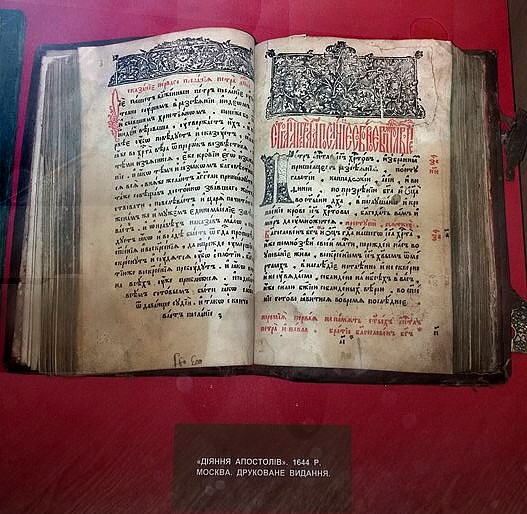
طبعة من أعمال الرسل مؤرخة 1644

المؤلف لم يذكر اسمه في أي جزء. بحسب تقاليد الكنيسة التي يرجع تاريخها إلى القرن 2، كان المؤلف «لوقا» وهو رفيق بولس الرسول في ثلاثة من الرسائل المنسوبة إلى بولس نفسه؛ هذا الرأي لا يزال في بعض الأحيان يذكر من البعض، ولكن «هناك توافق حاسم يظهر عددا لا يحصى من التناقضات بين أعمال الرسل ورسائل بولس الأصلية».) (على سبيل المثال يمكن أن يرى من خلال مقارنة رواية الأعمال حول تحويل بولس (أعمال 9:1-31, 22:6-21 26:9-23) مع قول بولس نفسه أنه كان لا يزال غير معروف لدى المسيحيين في يهودا بعد هذا الحدث (غلاطية 1:17-24).) المؤلف هو «معجب ببولس، ولكن لا يشارك بولس في رأيه حول نفسه كرسول؛ لاهوت المؤلف هو مختلف إلى حد كبير عن بولس على نقاط رئيسية ولا يمثل آراء بولس بدقة.» كان متعلما، على الأرجح عاش في المناطق الحضرية، وكان شخصا يحترم العمل اليدوي، وإن لم يكن عاملا نفسه.
في حين أنه لا يوجد تاريخ محدد لتكوين أعمال الرسل مقبول بإجماع، إلا أن الرأي الأكثر شيوعا بين العلماء هو تأريخ لوقا–أعمال إلى 80-90 م، على أساس أنه يستخدم مرقس كمصدر وينظر إلى الوراء ليتحدث عن تدمير القدس، ولا يظهر أي وعي حول رسائل بولس (التي بدأ تداولها في أواخر القرن الأول). أقدم وقت ممكن من أجل تكوين أعمال الرسل هو وقت سجن بولس في روما 63م، ولكن هذا التأريخ المبكر هو رأي الأقلية. آخر موعد ممكن هو موعد أول اقتباس من قبل كاتب آخر، ولكن ليس هناك إجماع على وقت حدوث ذلك، بعض العلماء وجدوا أصداء من أعمال الرسل في أحد المؤلفات سنة 95، في حين يرى آخرون أن أول اقتباس مؤكد لم يحدث حتى منتصف القرن 2. أقلية من العلماء -بالتحديد في المعسكر الأخير- يستنتجون أن أعمال الرسل يعود تاريخها إلى القرن 2، معتبرين أنها تدل على الوعي برسائل بولس وأعمال يوسيفوس، أو كتابات مرقيون.

### المخطوطات
هناك نوعان من النصوص الكبرى للأعمال: النص الغربي والإسكندراني. أقدم المخطوطات الإسكندرانية الكاملة تعود إلى القرن 4 بينما أقدم المخطوطات الغربية من القرن 6، مع قطع واستشهادات تعود إلى 3. النصوص الغربية للأعمال هي أطول بـ 6.2–8.4% من الإسكندرانية، ويلاحظ أن الإضافات تميل إلى تعزيز الرفض اليهودي للمسيح ودور الروح القدس بأسلوب مختلف عن بقية أعمال الرسل. جمهور العلماء يفضلون النص الإسكندراني (أقصر) على الغربي باعتباره أكثر وثوقية، ولكن نفس هذه الحجة ستميل لأن تؤيد الغربي على الإسكندراني في حالة إنجيل لوقا، حيث في هذه الحالة النسخة الغربية هي أقصر؛ ولذلك فإن النقاش لا يزال مستمرا.

### النوع، والمصادر، والدقة التاريخية للأعمال
عنوان «أعمال الرسل» (Praxeis Apostolon) يبدو أنه يربط السفر مع النوع الأدبي الخاص بذكر أفعال وإنجازات الرجال العظماء (praxeis)، لكنه لم يكن العنوان الذي قدمه صاحب السفر في الواقع. المؤلف المجهول وضع لوقا–أعمال في خانة «الروايات» (διήγησις, diēgēsis) والتي كان العديد من الآخرين قد كتبوها، ووصف عمله بأنه «وصف منظم» (ἀκριβῶς καθεξῆς). ولهذا فإنه في حين ينظر إلى سفر الأعمال على نطاق واسع كتاريخ فإنه يفتقر إلى التجانس الدقيق في الأدب الهلنستي أو اليهودي.
كان ينظر إلى سفر الأعمال كتأريخ موثوق للكنيسة المبكرة حتى مرحلة ما بعد عصر الإصلاح. إلا أنه خلال القرن 17، بدأ علماء الكتاب المقدس يلاحظون أنه ناقص ومتحيز—حيث يعرض صورة متناغمة للكنيسة على خلاف تام مع تلك التي قدمتها رسائل بولس، كما أنه يغفل الأحداث الهامة مثل وفاة كل من بطرس وبولس. في منتصف القرن ال19، اقترح الباحث فرديناند باور أن مؤلف سفر الأعمال قام بإعادة كتابة التاريخ ليعرض بطرس وبولس متحدين ويقدم أرثوذكسية متحدة ضد مرقيون السينوبي. (مرقيون كان مهرطقا من القرن الثاني رغب في قطع المسيحية تماما عن اليهود). رأي باور لا يزال له تأثير هائل، ولكن اليوم أصبح الاهتمام بفهم لاهوت مؤلف السفر أكبر من الاهتمام بمدى دقته التاريخية، على الرغم من أن الاهتمام بدراسة الدقة التاريخية ما زال موجودا أيضا.
تشير النقوش الأثرية وغيرها من المصادر المستقلة إلى أن أعمال الرسل يحتوي على بعض التفاصيل الدقيقة لمجتمع القرن الأول فيما يتعلق بألقاب المسؤولين، والتقسيمات الإدارية، والتجمعات البلدية، وقواعد المعبد اليهودي في القدس. ومع ذلك، فإن تصوير بولس في أعمال الرسل هو موضع خلاف. يصف سفر أعمال الرسل بولس بطريقة مختلفة عن الطريقة التي يصف بها بولس نفسه، من الناحية الواقعية واللاهوتية. تختلف أعمال الرسل عن رسائل بولس في قضايا مهمة، مثل القانون، وتلمذة بولس، وعلاقته بكنيسة القدس. يفضل العلماء عمومًا شهادة بولس على شهادة سفر أعمال الرسل.:316:10

## نصوص مضافة او محذوفة
"حِينَئِذٍ وَضَعَا الأَيَادِيَ عَلَيْهِمْ فَقَبِلُوا الرُّوحَ الْقُدُسَ." (أع 8: 17). غير موجود في ترجمة اليسوعية ,v الكاثوليكية ,التراجم الانجليزي , غير موجود في النص السكندري , السينائية , والفاتيكانية.

## مواضيع ذات صلة
- الاختلافات النصية في سفر أعمال الرسل
- الكتاب المقدس
- لوقا
- سفر اعمال يوحنا
- سفر أعمال بولس
- سفر أعمال توما
- سفر أعمال برنابا

## استشهادات
1. ↑  Phillips، Thomas E. (1 يناير 2010). Paul, His Letters, and Acts. Grand Rapids, Mich.: Baker Academic. ص. 196. ISBN:978-1-4412-5793-2.
2. ↑  Exkurs V. Die Zeit der Apostelgeschichte, ص. 217-221
, 1908. نسخة محفوظة 10 مارس 2016 على موقع واي باك مشين.
3. ↑  Charlesworth 2008، صفحة no page numbers.
4. 1 2  Matthews 2011، صفحة 12.
5. ↑  Burkett 2002، صفحة 195.
6. ↑  Boring 2012، صفحة 556.
7. ↑  Burkett 2002، صفحة 196.
8. 1 2  Theissen & Merz 1998، صفحة 32.
9. ↑  Perkins 1998، صفحة 253.
10. ↑  Boring 2012، صفحة 590.
11. ↑  Green 1997، صفحة 35.
12. 1 2 3 4  Boring 2012، صفحة 587.
13. 1 2  Keener 2012، صفحة 384.
14. ↑  Powell 2018، صفحة 210.
15. ↑  Powell 2018، صفحة 211.
16. 1 2  Thompson 2010، صفحة 332.
17. ↑  لوقا 1:1,3
18. ↑  كولن جي همر الكتاب من يعمل في وضع الهلنستية التاريخ (ed. C. H. Gempf; WUNT 49; توبنغن: موهر Siebeck, 1989)
19. ↑  بن Witherington الثالث من العهد الجديد التاريخ: السرد حساب (غراند رابيدز: بيكر ، 2001), 174-78.
20. ↑  Aune 1988، صفحة 77.
21. ↑  Holladay 2011، صفحة no page numbers.
22. 1 2  Cain, Seymour; et al. "Biblical literature". Encyclopædia Britannica Online (بالإنجليزية). Retrieved 2018-11-15.
23. ↑  Harris، Stephen (1985). Understanding the Bible: A Reader's Introduction (ط. 2nd). Mayfield Pub. Co. ISBN:978-0874846966. مؤرشف من الأصل في 2022-04-14.
24. ↑  Hornik، Heidi J.؛ Parsons، Mikeal C. (2017). The Acts of the Apostles through the centuries (ط. 1st). John Wiley & Sons, Ltd. ISBN:9781118597873.
25. ↑  "الرد على شبهة تحريف ولكن سيلا راي ان يلبس هناك اع 15: 34". www.drghaly.com. مؤرشف من الأصل في 2015-04-23. اطلع عليه بتاريخ 2024-04-08.

## بيبلوجرافيا
- Allen، O. Wesley, Jr. (2009). "Luke". في Petersen، David L.؛ O'Day، Gail R. (المحررون). Theological Bible Commentary. Westminster John Knox Press. ISBN:9781611640304. مؤرشف من الأصل في 2019-12-08.{{استشهاد بكتاب}}:  صيانة الاستشهاد: أسماء متعددة: قائمة المؤلفين (link)
- Aune، David E. (1988). The New Testament in its Literary Environment. Westminster John Knox Press. ISBN:9780227679104. مؤرشف من الأصل في 2019-12-08.
- Balch، David L. (2003). "Luke". في Dunn، James D. G.؛ Rogerson، John William (المحررون). Eerdmans Commentary on the Bible. Eerdmans. ISBN:9780802837110. مؤرشف من الأصل في 2019-12-08.
- Boring، M. Eugene (2012). An Introduction to the New Testament: History, Literature, Theology. Westminster John Knox Press. ISBN:9780664255923. مؤرشف من الأصل في 2019-12-08.
- Bruce، F.F. (1990). The Acts of the Apostles: The Greek Text with Introduction and Commentary. Eerdmans. ISBN:978-0802809667. مؤرشف من الأصل في 2019-12-08.
- Buckwalter، Douglas (1996). The Character and Purpose of Luke's Christology. Cambridge University Press. ISBN:9780521561808. مؤرشف من الأصل في 2019-12-08.
- Burkett، Delbert (2002). An Introduction to the New Testament and the Origins of Christianity. Cambridge University Press. ISBN:978-0-521-00720-7. مؤرشف من الأصل في 2018-11-20.
- Charlesworth، James H. (2008). The Historical Jesus: An Essential Guide. Abingdon Press. ISBN:9781426724756. مؤرشف من الأصل في 2019-12-08.
- Evans، Craig A. (2011). Luke. Baker Books. ISBN:9781441236524. مؤرشف من الأصل في 2014-01-01.
- Fitzmyer، Joseph A. (1998). The Anchor Bible: The Acts of the Apostles-A new Translation with Introduction and Commentary. Doubleday. ISBN:978-0385490207. مؤرشف من الأصل في 2019-12-08.
- Gooding، David (2013). True to the Faith: The Acts of the Apostles: Defining and Defending the Gospel. Myrtlefield House. مؤرشف من الأصل في 2017-04-29.
- Green، Joel (1995). The Theology of the Gospel of Luke. Cambridge University Press. مؤرشف من الأصل في 2017-04-29.
- Green، Joel (1997). The Gospel of Luke. Eerdmans. مؤرشف من الأصل في 2016-10-13.
- Holladay، Carl R. (2011). A Critical Introduction to the New Testament: Interpreting the Message and Meaning of Jesus Christ. Abingdon Press. مؤرشف من الأصل في 2019-12-08.
- Keener، Craig S. (2012). Acts: An Exegetical Commentary. Baker Academic. ج. Volume I: Introduction And 1:1-2:47. مؤرشف من الأصل في 2019-12-08. {{استشهاد بكتاب}}: |المجلد= يحوي نصًّا زائدًا (مساعدة)
- Matthews، Christopher R. (2011). "Acts of the Apostles". في Coogan، Michael D. (المحرر). The Oxford Encyclopedia of the Books of the Bible. Oxford University Press. مؤرشف من الأصل في 2019-12-08.
- Parsons، Mikeal C. (1993). Rethinking the Unity of Luke and Acts. Fortress Press. مؤرشف من الأصل في 2019-12-08.
- Perkins، Pheme (1998). "The Synoptic Gospels and the Acts of the Apostles: Telling the Christian Story". في Barton، John (المحرر). The Cambridge Companion to Biblical Interpretation. Westminster John Knox Press. ISBN:978-0-521-48593-7. مؤرشف من الأصل في 2016-10-13.
- Phillips، Thomas E. (2009). Paul, His Letters, and Acts. Baker Academic. مؤرشف من الأصل في 2019-04-20.
- Pickett، Raymond (2011). "Luke and Empire: An Introduction". في Rhoads، David؛ Esterline، David؛ Lee، Jae Won (المحررون). Luke-Acts and Empire: Essays in Honor of Robert L. Brawley. Wipf and Stock Publishers. مؤرشف من الأصل في 2019-12-08.
- Powell، Mark Allan (2018). Introducing the New Testament: A Historical, Literary and Theological Survey (ط. 2nd). Baker Academic. مؤرشف من الأصل في 2019-12-08.
- Rowe، C. Kavin (2005). "Luke-Acts and the Imperial Cult: A Way through the Conundrum?". Journal for the Study of the New Testament. ج. 27 ع. 3: 279–300. مؤرشف من الأصل في 2019-04-20.
- Theissen، Gerd؛ Merz، Annette (1998). The historical Jesus: a comprehensive guide. Eerdmans.
- Thompson، Richard P. (2010). "Luke-Acts: The Gospel of Luke and the Acts of the Apostles". في Aune، David E. (المحرر). The Blackwell Companion to The New Testament. Wiley–Blackwell. مؤرشف من الأصل في 2019-12-08.
- Witherington، Ben (1998). The Acts of the Apostles: A Socio-rhetorical Commentary. Eerdmans. مؤرشف من الأصل في 2019-12-08.
- Zwiep، Arie W. (2010). Christ, the Spirit and the Community of God: Essays on the Acts of the Apostles. Mohr Siebeck. مؤرشف من الأصل في 2019-12-08.